# Uwais I
Mu'izz al-Din wa al-Dunia Sultan Sheikh Uwais bin Hassan bin Hussein bin Aghbugha bin Ilkah bin Jalayir (tiếng Ả Rập: معز الدين والدنيا السلطان الشيخ أويس بن حسن بن حسين بن اغبغا بن إيلكا بن جلائر) (1338 - 10 tháng 10 năm 1374) Được biết đến ngắn gọn với cái tên Uwais I (tiếng Ả Rập: أويس الأول) và Sheikh Uwais (tiếng Ả Rập: شيخ أويس) Ông là vị vua thứ hai trong số các vị vua Jalairi sau cha ông là Hassan Đại đế, và ông được coi là vị vua quyền lực và vĩ đại nhất của bang Jalairi từ trước đến nay, vì ông có thể mở rộng bang cho đến khi nó đạt đến mức mở rộng tối đa trong lịch sử. Iraq đã chứng kiến vào thời của ông một thời kỳ phục hưng về khoa học và văn hóa mà những điều tương tự chưa từng được chứng kiến kể từ khi Bagdad sụp đổ cho đến khi ông nắm quyền.
Sultan Uwais sinh năm 1338 sau Công nguyên, tương ứng với năm 739 AH, tại Bagdad, thủ đô của Vương quốc Hồi giáo. Mẹ của ông là Công chúa Juban Dilshad Khả đôn, ông ngoại của ông là Damascus Khawaja, và ông nội của ông là Hoàng tử Hussein Gurkan.